# Cho In-chol
Cho In-chol (ur. ?) – północnokoreański trener piłkarski, obecnie selekcjoner reprezentacji Korei Północnej. 
W 2010 po nieudanych Mistrzostwach Świata Cho In-chol zastąpił na stanowisku selekcjonera reprezentacji Korei Północnej Kim Jong-huna. W 2011 prowadzi reprezentację w Pucharze Azji, który jest rozgrywany w Katarze.